# Dirty Doering

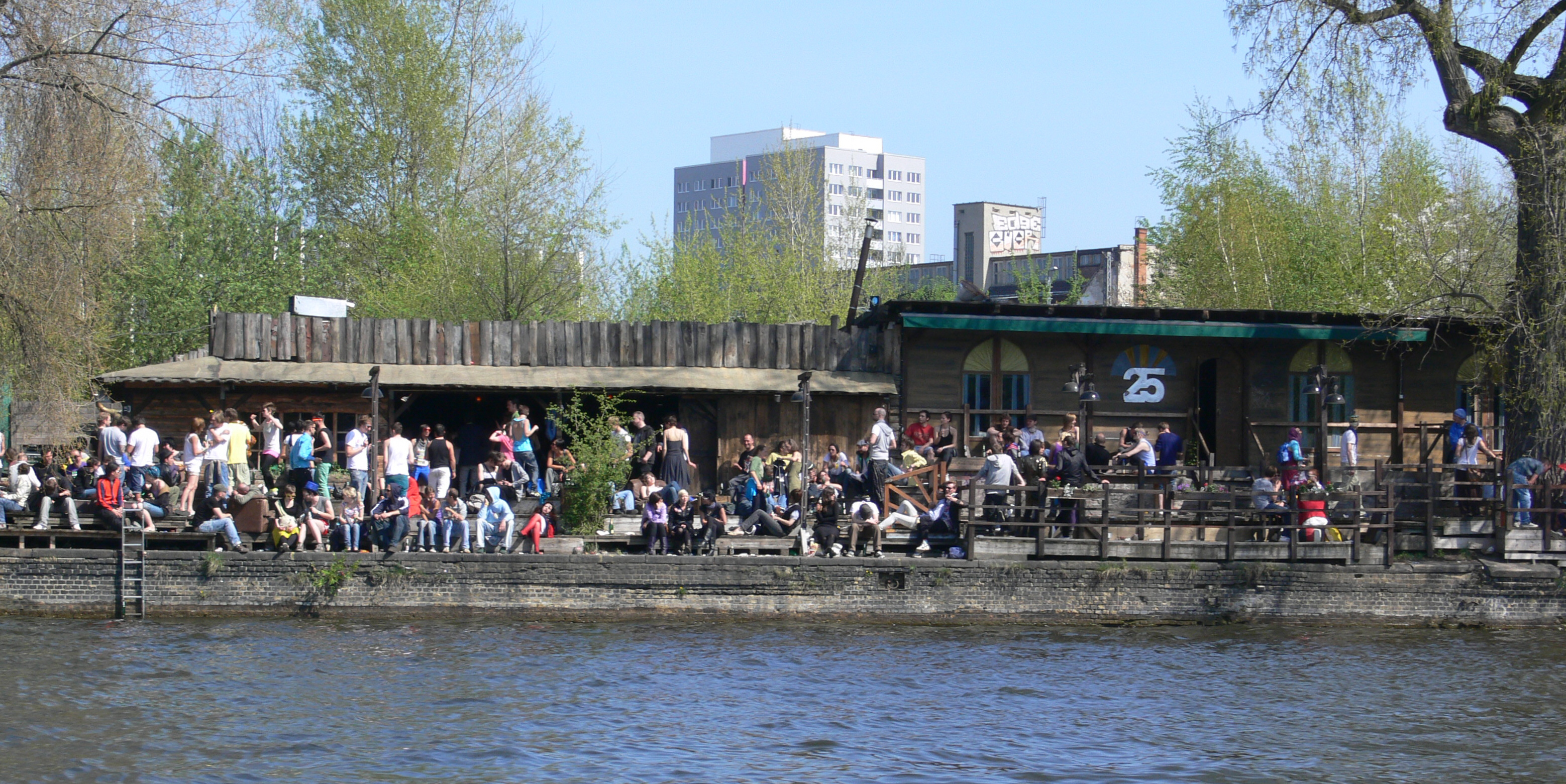
Bar 25, in der Dirty Doering Resident DJ war

Dirty Doering (* 1978 in Leipzig, bürgerlich Velten Döring) ist ein deutscher DJ und Betreiber des Berliner House-Labels Katermukke.

## Leben und Werk
In den 1980ern wanderte Doering mit seiner Mutter aus der DDR in den Westen aus und wuchs in Baden-Baden auf. Mit 15 fing er nach eigenen Angaben an, in Clubs zu gehen, LPs zu kaufen und mit einem Freund zu Hause mit zwei Plattenspielern aufzulegen. Es folgten schon als Jugendlicher Auftritte in kleineren Clubs in Baden-Baden oder Karlsruhe. Gleichzeitig absolvierte er eine Ausbildung als Sport- und Gymnastiklehrer. Nachdem Doering schon als Jugendlicher regelmäßig in Berlin war, zog er 1999 endgültig in die Hauptstadt um. Weil die Partys in den einschlägigen Techno-Clubs wie Ostgut oder Sternradio nach seinen Worten damals noch nicht so lange gingen, wie heutzutage, veranstaltete er in seiner Wohnung sogenannte Afterhours, wo er einerseits selber auflegte, andererseits viele Persönlichkeiten aus der Techno-Szene kennenlernte. Er wurde schließlich Resident-DJ im Sternradio und verdiente ab 2004 mit dem Auflegen seinen Lebensunterhalt. In den folgenden Jahren und bis heute legte und legt er in zahlreichen Berliner Clubs auf, wie beispielsweise im Sisyphos, Tresor, Golden Gate, Watergate, Club der Visionäre, Wilde Renate, Ritter Butzke, auch als Resident in der mittlerweile geschlossenen Bar 25, dem ebenfalls geschlossenen Nachfolgeclub Kater Holzig und heute im Kater Blau.
Es folgten Bookings in zahlreichen weiteren Clubs in aller Welt und Auftritte auf Festivals wie der Fusion oder dem Melt, international beispielsweise auf dem Sónar.
Doering gründete und managt mehrere Labels, so z. B. Katermukke, für das er 2013 auf seinen Namen eine Wortmarke angemeldet hat, oder zusammen mit Housemeister das Label Allyoucanbeat. Seine Musik wurde auch über Rauschenbach Music vertrieben. Zu seinen bekannten Produktionen gehören I Would, Dr. Nagel (Christopher Schwarzwälder Remix), El Matematico (Dirty Doering Remix) oder Été Pluvieux oder Sommer (Dirty Doering Remix). Sein Stil als DJ deckt dabei eine breite Palette von im weitesten Sinne Techno ab, von Tech House und Deep House bis Minimal Techno. Privat hört er gerne zahlreiche andere Musikstile wie Jazz, Reggae, Dubstep, aber auch New Wave, was ihn nach eigenen Angaben auch bei seinen Produktionen beeinflusst.
Die österreichische Kleine Zeitung bezeichnet ihn als „eine der einflussreichsten Personen der Berliner Clubszene“ sowie sein Label Katermukke als eines der „wichtigsten Electronic Labels“.
Im Januar 2021 besprach Dirty Doering mit dem Tagesspiegel seine Teilnahme an Veranstaltungen auf der Insel Sansibar.

## Diskografie (Auswahl)
Mix-Alben
- 2013: Pan-Pot & Dirty Doering – SonneMondSterne X7 (2xCD, Kontor Records)
- 2014: Faze In The Mix 034 (Fazemag.de)
- 2017: I don´t think so (2xCD, Kontor Records)
- 2019: Dirty Doering - I Love Mukke (DJ Mix) - Mukke
- 2019: Dirty Doering - We Are Katermukke (DJ Mix) Part1 - Katermukke
- 2020: Dirty Doering & Einmusik - Merging Distances (DJ Mix) - Einmusika
- 2020: Dirty Doering - I Play Mukke (DJ Mix) - Mukke
- 2020: Dirty Doering - We Are Katermukke (DJ Mix) Part 2 - Katermukke
- 2021: Dirty Doering - We Are Katermukke (DJ Mix) Part 3 - Katermukke

Singles & EPs
- 2007: Saubermann EP (All You Can Beat)
- 2008: Housemeister - Whatyouwant (Dirty Doering Remix) - Allyoucanbeat
- 2009: Papa Loco (Rauschenbach Music)
- 2009: Station 25 (BAR25)
- 2009: Oliver Koletzki - Sinceyouraregone (Dirty Doering Remix) -Stil Vor Talent
- 2009: Dirty Doering - Dubbie Kid’s Rock - Bar 25
- 2010: I Would (BAR25)
- 2010: Masada (Rauschenbach Music)
- 2010: Loco Remixes (Damage Music Berlin)
- 2010: Chili Gonzales - I Am Europe (Dirty Doering Remix) - Boysnoize Records
- 2011: Bonaparte - Wir Sind Keine Menschen (Dirty Doering Remix) - Staatsakt
- 2011: Casino Aquatique (Katermukke)
- 2012: Été Pluvieux (Dantze)
- 2012: Console - Cutting Time (Dirty Doering Remix) - Disko B
- 2013: Ron & Zacapa (mit Sascha Cawa, Katermukke)
- 2013: Bye bye Katerholzig EP (mit Sascha Cawa, Katermukke)
- 2013: Lexy&K-Paul - Your Name Feat. Chefket (Dirty Doering & Sascha Cawa Remix) - Music Music
- 2017: Dirty Doering - Emma Wong EP - Mukke
- 2017: Pilocka Krach - Dogs Are In The House (Dirty Doering & Sascha Cawa Remix) - Katermukke
- 2017: Dirty Talk (Katermukke)
- 2017: Dirty Doering - Papsak - Katermukke
- 2017: Dirty Doering - Befok - Katermukke
- 2017: Roderic - Midnight Sorrow (Dirty Doering Remix) - Katermukke
- 2017: Dirty Doering - Bliksem - Katermukke
- 2018: Dirty Doering - Pantsula EP - WHATIPLAY
- 2018: Dirty Doering - Dagga EP - Einmusika
- 2018: Dirty Doering - Here I Am EP - Katermukke
- 2018: Sascha Cawa - Rise (Dirty Doering Remix) - Katermukkke
- 2018: Kostatkis - Touching The Light (Dirty Doering Remix) - Katermukke
- 2018: Ante Perry & Dirty Doering - Dirk - Kallias
- 2018: Euch die Uhren uns die Zeit (Katermukke)
- 2018: Kid Simius - Planet of the Simius (Dirty Doering Remix) - Jirafa Records
- 2019: Uone - Dream Awaken (Dirty Doering Remix) - Katermukke
- 2019: Dirty Doering - Cape Town - Mukke
- 2019: Sven Tasnadi - Rebirth (Dirty Doering Remix) - Moon Harbour
- 2019: Dirty Doering - Isko Lollipop - Katermukke
- 2019: Marvin Jam & Le Mythe - Up On You (Dirty Doering & Nicone Remix) - Mukke
- 2019: Einmusik & Dirty Doering - Centaurio - Katermukke
- 2019: Kolombo - Pause (Dirty Doering & Nicone Remix) - Katermukke
- 2019: Dirty Doering - High Rider - MoNSTER
- 2019: Roderic - Serendipity (Dirty Doering & Nicone Remix) - Katermukke
- 2020: Einmusik & Dirty Doering - Concept 5 - Einmusika
- 2020: Dirty Doering - Dreamlines - Heinz Music
- 2020: Dirty Doering - Fade To Grey - MoNSTER
- 2020: Dirty Doering - Futurama - Kisok ID
- 2020: Dapayk & Vars - Fire (Dirty Doering Remix) - Sonderling
- 2020: Dirty Doering - Gezwitschert - Mukke
- 2020: Dirty Doering & Nicone - Monster Schraub - MoNSTER
- 2020: Dirty Doering - She Said - Katermukke
- 2020: Marc Depulse - Miami Nice (Dirty Doering Remix) - Transpecta
- 2020: Dirty Doering - Lock Down - MoNSTER
- 2020: Mathias Rehfeldt & Dark Matter - Zeit (Dirty Doering & Nicone Remix) - Katermukke
- 2020. Dirty Doering - Mafalda / El Mundo - Beatfreaks
- 2020. Dirty Doering - The Synth Wars - Katermukke
- 2020: Dirty Doering - Magnum - MoNSTER
- 2021: Dirty Doering - Ete Pluvieux - MoNSTER
- 2021: Dirty Doering - R2D2 - MoNSTER
- 2021: Gigee - Check Mate (Dirty Doering Remix) - Katermukke
- 2021: Dirty Doering - Stone Town - Yion
- 2021: Dirty Doering & Nicone - Monsterbüro - MoNSTER
- 2021: IRA - Back to Normal (Dirty Doering Remix) - Katermukke
- 2021: Dirty Doering - Airwolf - MoNSTER
- 2021: Nicone & Aracil - Tell Me What We Are (Dirty Doering Remix) - Katermukke
- 2021: Potpourri - Ich bin durchsichtig (Dirty Doering Edit) - Katermukke
- 2021: Dirty Doering & Einmusik - Time Lapse - Katermukke
- 2021: Felix Raphael & Yannek Maunz - Decisions (Dirty Doering Remix) - Katermukke
- 2021: Nicone - Acid Riot (Dirty Doering Remix) - Dantze
- 2021: Close to Monday - Time (Dirty Doering Remix) - Distrokid
- 2021: Ava Irandoost - Leila (Dirty Doering Remix) - Katermukke
- 2021: Betoko - Zounzpaze (Dirty Doering Remix) - Jaw Dropping Records
- 2021: Think City & K-os Theory - Into The Unknown (Dirty Doering Remix) - Katermukke
- 2021: Sydney Blu - To The Ground (Dirty Doering Remix) - Blu Music
- 2021: Moonbootica & Jan Delay - Der Mond (Dirty Doering Remix) - Moonbootique
- 2021: Miyagi - Hello Darkness (Dirty Doering Remix) - Katermukke
- 2021: Dirty Doering - Aufmukken - Mukke
- 2021: Dirty Doering - Blue Funday - Katermukke
- 2022: Nicone & Dirty Doering - Cederberg - Katermukke
- 2022: Vincent Marlice - Everglow (Dirty Doering Remix) - Katermukke